# Медика (станція)
Медика (пол. Medyka) — прикордонна залізнична станція Польських державних залізниць на електрифікованій лінії Перемишль — Львів. Розташована в однойменному селі Підкарпатського воєводства Польщі, за 500 м до пішого пункту контролю Медика — Шегині на державному кордоні між Польщею та Україною.

## Історія
Станція відкрита на лінії збудованої у 1856–1861 роках Галицької залізниці імені Карла Людвіга (Краків — Тарнів — Ряшів — Перемишль — Львів — Красне — Тернопіль — Підволочиськ).
У 1860 році Перемишль перебував у складі Королівства Галичини та Володимирії, з 1920 року у складі II Речі Посполитої. Згодом, після проведення «лінії Керзона», станція набула статусу прикордонної.
У 1859—1860 роках тривало будівництво споруди залізничного вокзалу.
У 1964 році станція електрифікована в складі лінії Ряшів — Перемишль — Медика, у 1972 році електрифіковано дільниця Львів — Медика.
20 лютого 2024 року «польські фермери» посилили протести поблизу ПП «Медика — Шегині» перекрили залізницю, крім того розсипали українське збіжжя з вантажного вагону на колії. На місце події приїхала поліція та згодом розблокували залізницю. Після цього протестувальники повернулись на трасу, де продовжили блокувати під'їзди до пункту пропуску. Українське збіжжя, яке польські протестувальники висипали з вантажних вагонів на станції Медика, прямувало до Німеччини транзитом через Польщу.

## Пасажирське сполучення
Приміське сполучення здійснюється поїздами за напрямком Ряшів — Перемишль — Медика (час в дорозі між Медикою та Ряшевом складає близько 1 години 40 хвилин).